# Мон Пеле
Мон Пеле (на френски: Montagne Pelée; букв. – „оголена планина“) е най-активният стратовулкан на Малките Антилски острови. Намира се в северната част на френския остров Мартиника. Конусът му е съставен от слоеве вулканична пепел и втвърдена лава. Към момента вулканът е в латентно състояние, като се отчита само сеизмична дейност.
Стратовулканът е известен с изригването си от 1902 г. и последвалото го опустошение, което бива наричано най-голямото вулканично бедствие на XX век. Изригването убива около 30 000 души. Повечето смъртни случаи са вследствие на пирокластични потоци, които за минути напълно разрушават град Сен Пиер, който по това време е най-големият град на острова. Основното изригване от 8 май 1902 г. оставя само двама оцелели на прекия път на потока.

## География
Вулканът е разположен в северните части на Мартиника. Със своите 1397 m надморска височина, той представлява най-високата точка на острова. С диаметър от 11 до 15 km, планината заема площ от 120 km².

### Геология
Мон Пеле е резултат от типична зона на субдукция. Субдукцията е образувала островната дъга на Малките Антили – крива верига от вулкани приблизително 850 km дълга, между Пуерто Рико и Венецуела, където Карибската плоча среща Южноамериканската плоча. Вулканичната динамика на Мон Пеле се характеризира с редки, но мощни изригвания. Магмата в дълбините на вулкана е главно андезитна и се излива като лава с високо съдържание на силиций и голям вискозитет. Тази лава, почти втвърдена, образува купол като капак над изригващия отвор. Когато налягането стане прекалено голямо, мощното изхвърляне на вулканични газове разбива купола и образува пирокластични потоци.

### Климат
Разположен в Мартиника, вулканът е преди всичко под въздействието на тропичен климат, характеризиращ се с високи температури (над 25 °C) и малка годишна температурна амплитуда. Тъй като подножието на планината стига до нивото на морето и се издига до почти 1400 m височина, може да се наблюдава етажираност на климата. В най-високите части на вулкана, температурите могат да паднат под 10 °C, докато валжите могат да достигнат 10 000 mm годишно.

## Флора и фауна
Поради значителните разлики във височината, растителността е етажирана. Тя пуска корени върху почва с вулканичен произход.
В крайбрежните райони растителността е относително суха, с редки и високи треви по полегатите склонове. Следват бананови полета с малки изолирани гори. Върху по-стръмните склонове се наблюдава по-богата растителност, съставена от големи дървета. След определена височина, обаче, дърветата отстъпват място на високопланинската растителност.

## История
Мон Пеле претъпява изригване около 1300 г., което довежда до прекъсване на доколумбовото заселване на Мартиника. Когато французите стъпват на острова на 15 септември 1635 г., вулканът е бил изригнал, поради което известен брой пирокластични потоци са били изтекли в долините. Растителността е била опустошена върху по-голямата част от страните на вулкана и по цялото било. Оттук французите дават името на планината Pelée, което на френски означава „оголена“.
На 8 май 1902 г. по време на изригване, пирокластичен поток от върха на вулкана напълно разрушава град Сен Пиер, убивайки около 30 000 души. Сутринта хората наблюдавали „фойерверките“, които изстрелвал вулкана. През нощта телеграфните работници на смяна изпращат доклади за вулканичната активност до Фор дьо Франс, като докладват слабо развитие. В 7:52 е получено последното съобщение.
Кораб за поправка на подводните кабели е имал пряка видимост към града. Горната част на планината се отворила и гъст черен облак се изстрелял в хоризонтални посоки. Втори черен облак се извил във височина, образувай гигантска гъба и затъмнявайки слънцето в радиус от 80 km. По-късно е изчислено, че първоначалната скорост на двата облака е била над 670 km/h. Хоризонталната пирокластична вълна обгръща земята и се разпростира към Сен Пиер. Изчислено е, че температурата му е била над 1075 °C и е бил съставен от пара, вулканични газове и прах. За по-малко от минута достига и покрива целия град, като моментално запалва всичко, до което се докосне. Следва дъжд от кал и пепел, а комуникациите на града са прекъснати. Оцеляват двама: затворник, спасен от дебелите стени на тъмницата си, и обущар, живял на края на града. Оцелелите от огнения ад първоначално са повече, но повечето умират много скоро от изгарянията си. Въпреки че града бива построен наново, днес той е малко градче с население от 5000 души. Преди изригването Сен Пиер е търговската столица на Мартиника и е бил наричан „Малкият Париж на Антилите“.
След изригването вулканът запазва активност, което раздвижва любопитството на много учени. Впоследствие вулканичната активност на Мон Пеле е изучавана от множество европейски и американски учени.
Последното изригване на вулкана е от 1929 – 1932 г. Жертви няма, благодарение на евакуирането на населението. След това изригване Мон Пеле придобива сегашната си форма с добре очертана калдера.